# Elecciones generales de Guatemala de 1873
Las Elecciones generales de Guatemala de 1873 fueron un proceso electoral extraordinario que se llevó a cabo para elegir un presidente definitivo luego de la toma de poder de Miguel García Granados.  Las elecciones fueron convocadas por el presidente interino, licenciado Miguel García Granados. También es la primera elección en Guatemala.

## Resultados
|  | 82.43 % |

|  | 17.57 % |

|  | 100 % |

|  | 0 % |

|  | 0 % |

|  | 100 % |

- Datos: Q21001686